# 加藤啓太
加藤 啓太（かとう けいた、1987年（昭和62年）9月5日 - ）は、日本のボッチャ選手・経営者。

## 来歴
愛知県名古屋市出身。生後3か月のとき脳性麻痺になり、両腕・足の麻痺、言語障害を負う。

愛知県立名古屋養護学校を卒業後、2006年に日本福祉大学社会福祉学部社会福祉学科デイタイムコースに入学。卒業後の2010年11月、特定非営利活動法人ホットスペースを設立し、同時に理事長に就任する。

2005年から10年間、ボッチャ日本代表選手に選出され、2012年にはロンドンパラリンピックに出場。日本のBC3選手としては初のパラリンピアンとなった。2016年、株式会社ＫＥＩを設立。代表取締役に就任する。

2018年には平成30年度人権擁護功労賞にて法務大臣表彰状・ユニバーサル社会賞を受賞した。
2022年9月17日、立憲民主党から2023年春に行われる統一地方選挙で愛知県議会議員（名古屋市中区選挙区）に立候補予定であることが発表された。

## 著書
- Go Forward! KEITA (重度障害者も大学生になれるんだ! )出版社：太陽書房 発売日：2008年4月1日
- １％の可能性を信じれば夢は叶う Kindle版 出版社：BOOST 発売日：2016年9月20日